# 1939 (фильм, 1989)
«1939» — шведский драматический фильм 1989 года.

## Сюжет
Действие фильма происходят в городе Стокгольм в 1939 году, где 18-летняя Анника из Вармланда устраивается на работу в качестве официантки

## В ролях
- Андрисон, Вилли — Gustaf Persson
- Бергстрём, Хелена — Berit
- Валль, Анита — Cecilia Hall
- Грютт, Пер — Annika’s brother
- Ларссон, Гунилла — Eliz Zetterberg
- Ларссон, Стефан — Hans Zetterberg
- Морберг, Пер — Bengt Hall
- Оскарссон, Пер — Isak
- Хенрикссон, Кристер — Rickard Zetterberg
- Хирдвалль, Ингвар — Annika’s father
- Хопф, Хайнц — Hans Thomsen
- Шамиль, Джино — Länsman
- Эгелунд, Хелен — Annika
- Экстрём, Анита — Annika’s mother
- Эльм, Кеве — Alfred Hall